# Bosveenmos
Bosveenmos (Sphagnum quinquefarium) is een bladmos uit het geslacht veenmos (Sphagnum). Het leeft als langlevende pendelaar in arm bos. 

## Kenmerken
Het is een soort veenmos van normale grootte, meestal stijf en compact van structuur met halfronde kopjes. De planten kunnen in droge toestand een metalige glans hebben. De kleur varieert van groen, grijs-wit, geelachtig tot purperrood. De takken zijn vijfrijig bebladerd maar niet altijd is dit heel opvallend en dan is verwisseling mogelijk met Sphagnum capillifolium. De takken in bundels van vijf, waarvan drie afstaand, sluiten verwisseling in het veld echter vrijwel uit. De 1–1,3 millimeter lange stengelbladeren zijn aan de bovenkant puntig tot stomp en hebben een driehoekige tot driehoekig tongvormige vorm. De takken vertakken zich vanuit de stengel in bundels of wervelachtige takbossen met meestal 3 uitstekende en 1–2 hangende takken en zijn duidelijk vijfrangig bebladerd. De 1,1–1,5 millimeter lange takbladeren zijn eivormig tot eivormig-lancetvormig en aan de top licht naar beneden gerold.
De geslachtelijke oriëntatie is eenhuizig of tweehuizig. De sporen, die 19–27 micrometer groot zijn, rijpen halverwege de zomer in de sporendoosjes.

## Verspreiding
Het is inheems op het noordelijk halfrond. Het komt voor in Noord-Amerika en Europa. De leefgebieden zijn zwak gemineraliseerde natte gebieden met pH-waarden tussen 3,4 en 5,6, langs kusten en in middelgebergte- en Alpengebieden. Het koloniseert vochtige naaldbossen langs de kust, vochtige minerale rotskommen.
In Nederland komt het zeer zeldzaam voor. Het staat op de rode Lijst in de categorie 'Gevoelig'. Het is bekend van een aantal atlasblokken op de Zuid-Veluwe. Op een noordhelling, een in het bos gelegen kerkhof en de rand van een open plek in een sparrenbos. Circa 2006 is Sphagnum quinquefarium in Noord-Brabant gevonden in een open dennenbos. Dit type bos komt op nog wel meer plaatsen voor. Deze bossen zijn vaak sterk vergrast of te donker en voor de mossenliefhebber weinig interessant. Vaak zijn er hier toch ook mosrijke open plekken te vinden waar veenmossen kunnen voorkomen.

## Foto's

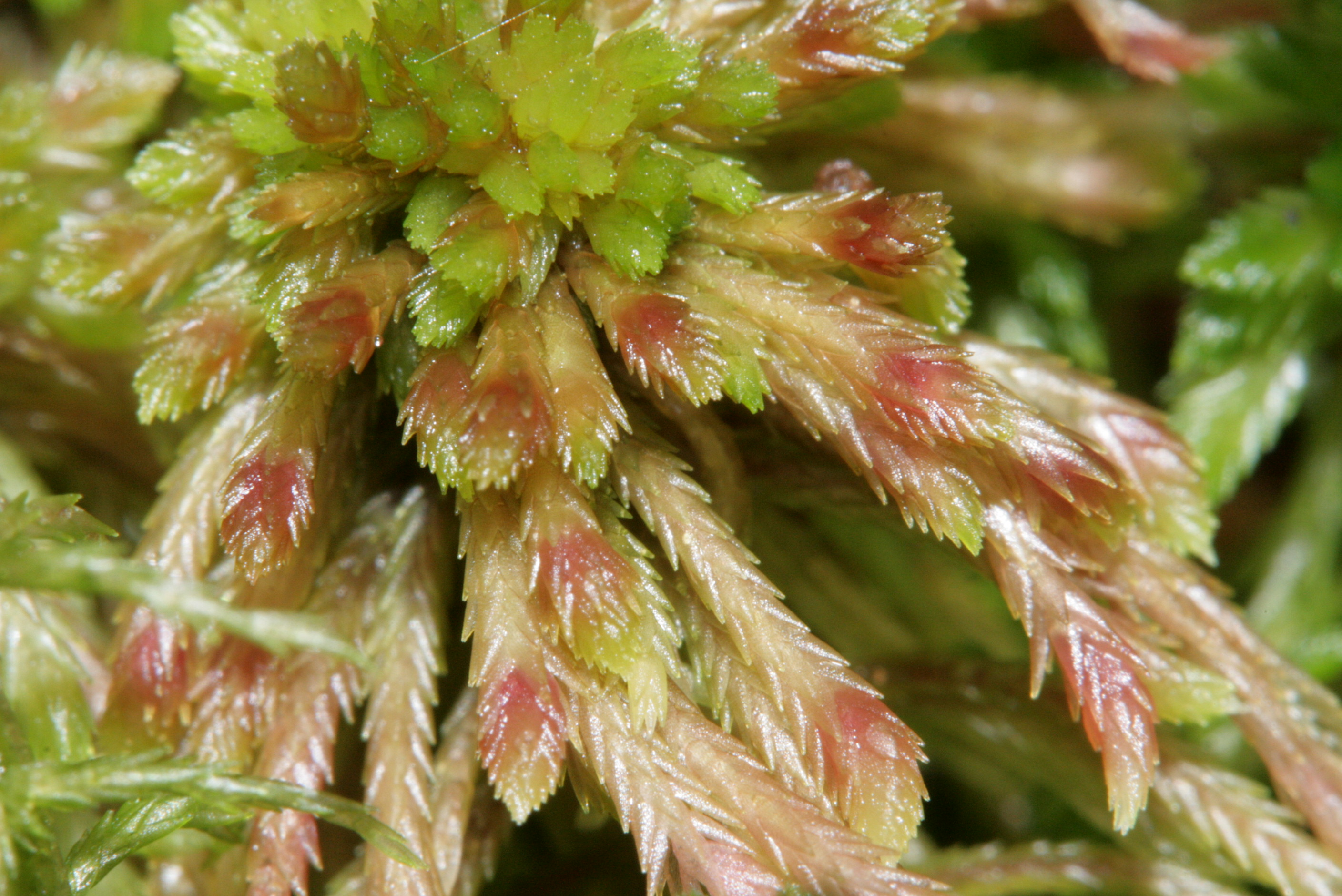
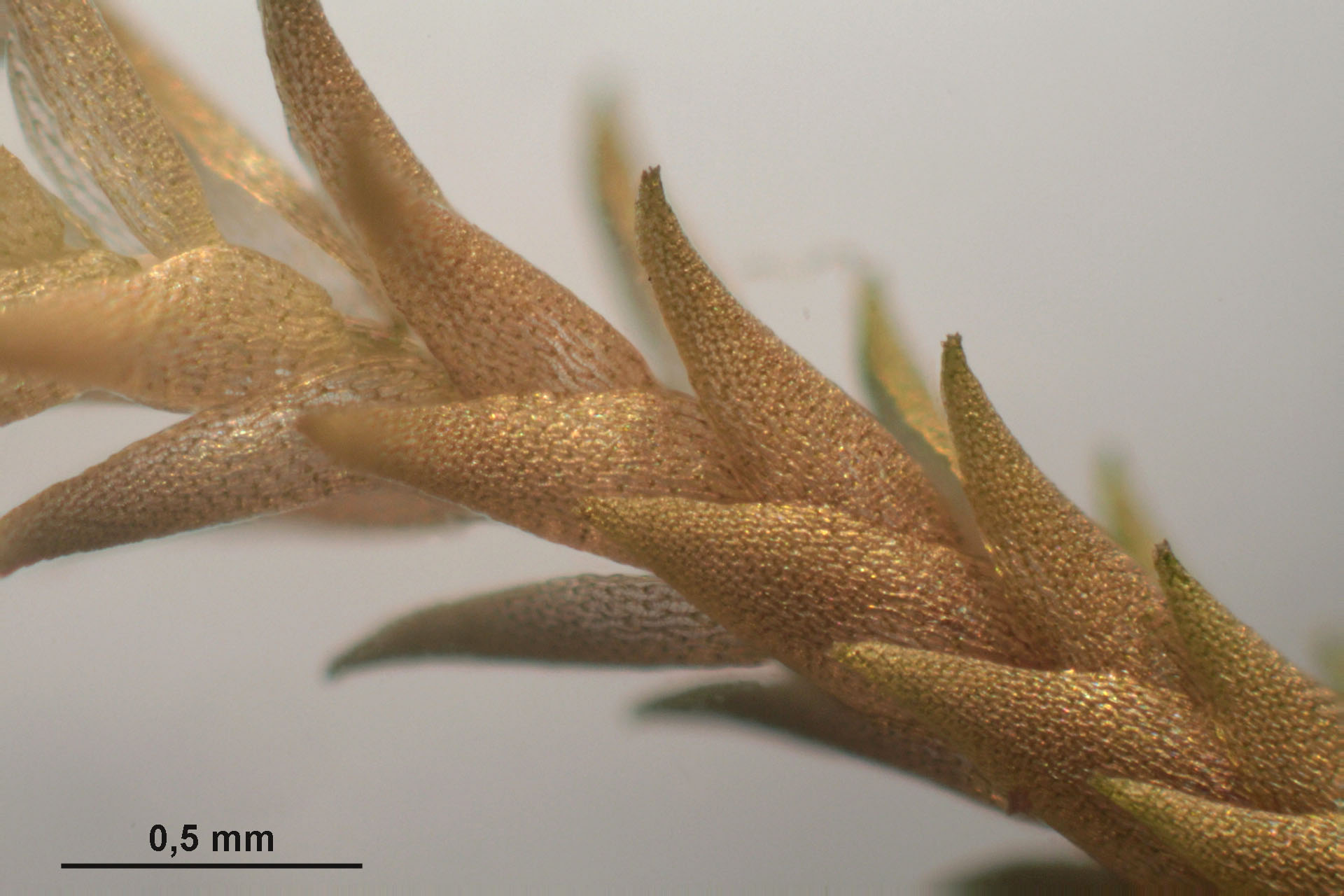
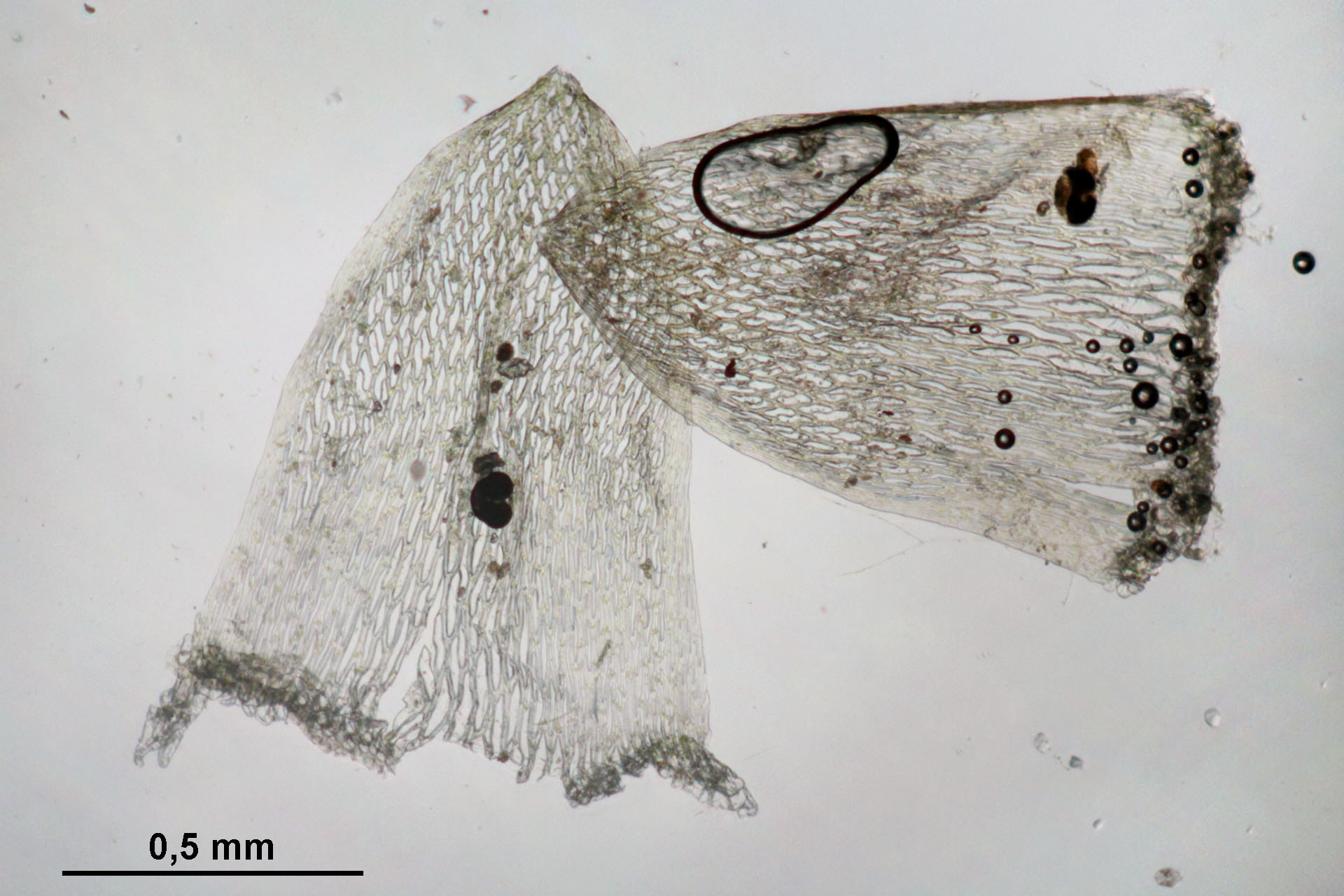
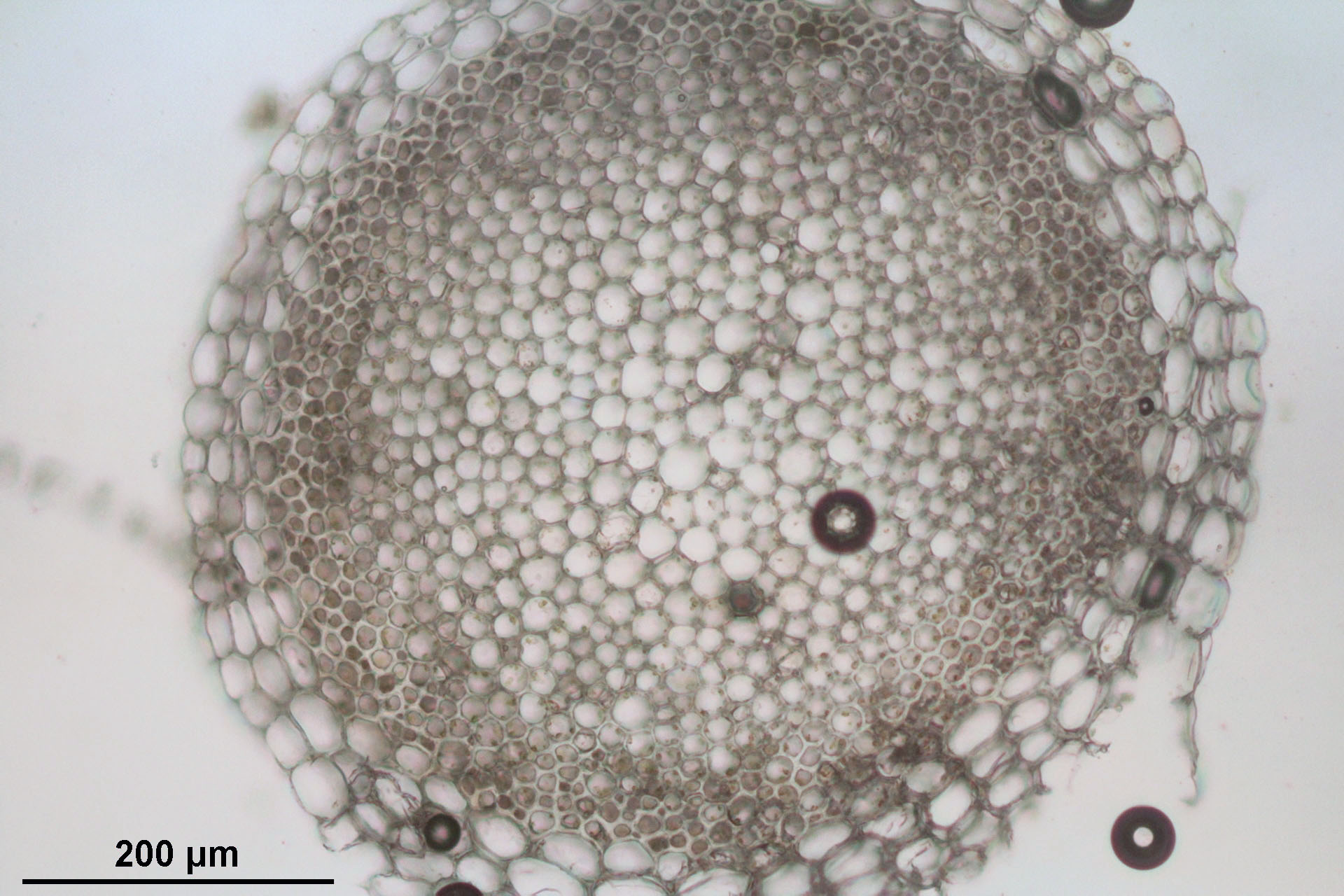
Stengeldoorsnede
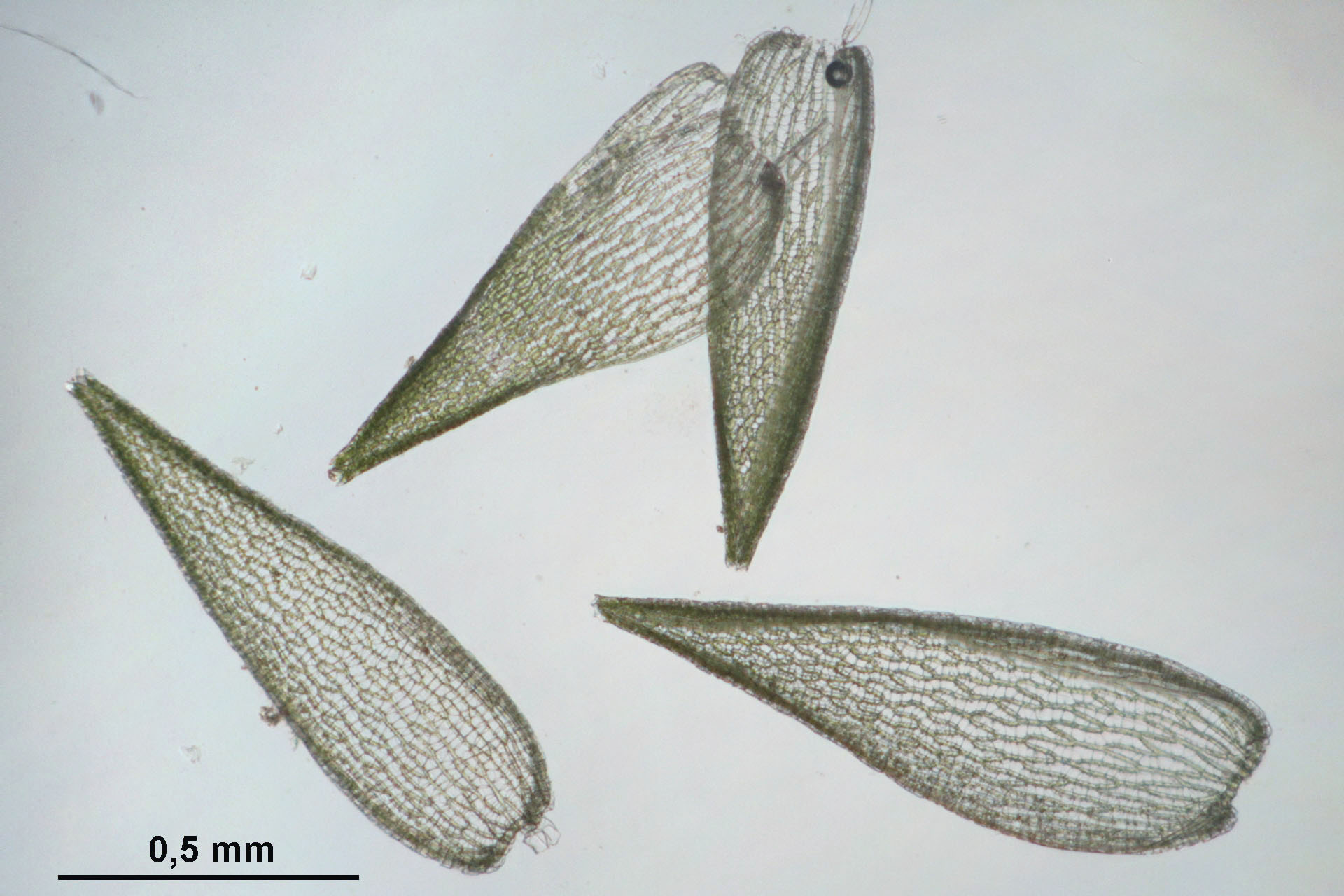
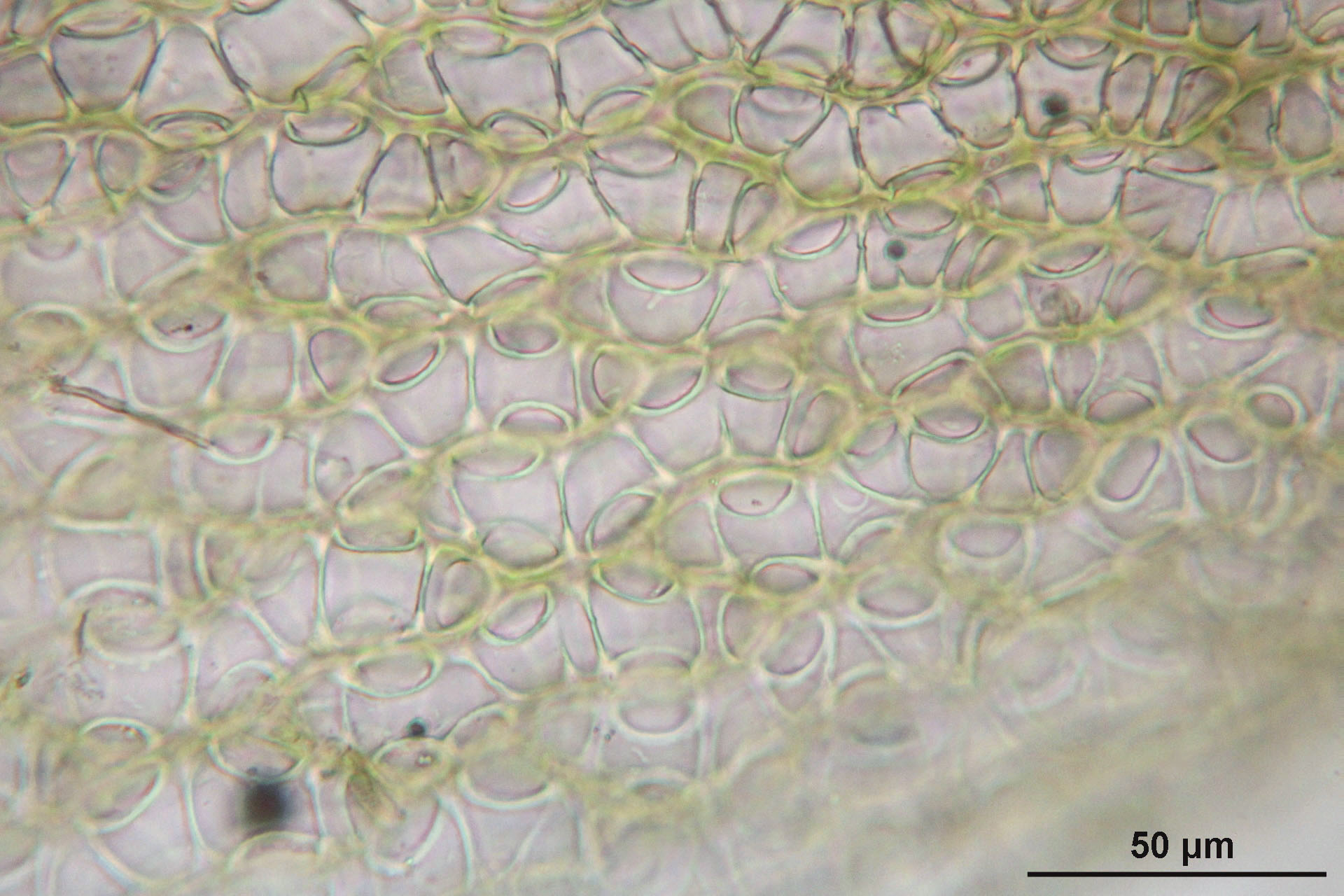
Bladcellen
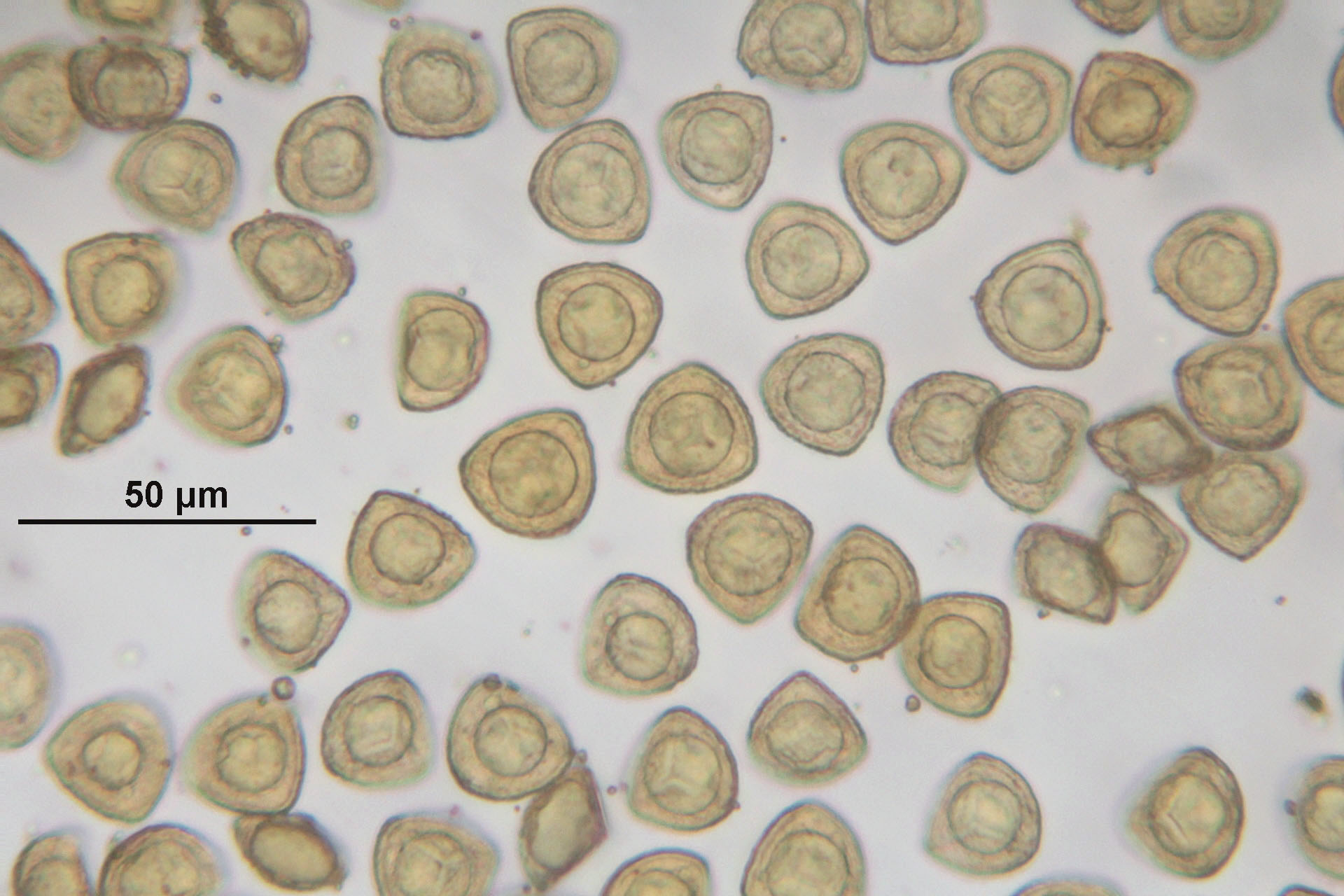
Sporen